# Centre d'expression et théâtre La Baraque
Le centre d'expression et théâtre La Baraque est un lieu de création et de représentation théâtrale de Casablanca ayant fonctionné dans les années 1950 sous la direction d'André Voisin. Il a servi de pépinière de comédiens et d'hommes pour le théâtre marocain.

## Historique
Le centre d'expression a été créé à Casablanca en 1950 dans le cadre du Service de la jeunesse et des sports. Il a été dirigé par plusieurs animateurs  réputés : Breton Lepers tout d’abord puis André Voisin et Charles Nugue,. Le dramaturge Abdessamad Kenfaoui, le mime Richy, le marionnettiste Pierre Dassaut, le décorateur Ancellin ont participé à l’aventure.
Durant plusieurs années, de 1950 à 1955, ce centre a fonctionné assurant la formation de dizaines d’aspirant comédiens. Des répétitions quotidiennes et des stages dans la forêt de la Maamora, près de Rabat ont permis la création de plusieurs spectacles.
Le théâtre La Baraque (en souvenir de la compagnie du même nom animée en Espagne par Garcia Lorca) fut construit en 1952 par les stagiaires eux-mêmes sur l’emplacement sur lequel on peut voir aujourd’hui les bâtiments de la foire de Casablanca. Ce théâtre était l'émanation du centre d'expression et sa vitrine.
André Voisin, venu du centre d’art dramatique de Rennes, avait été élève de Charles Dullin. Sa pédagogie était non directive, à la Stanislavski. 
Charles Nugue par sa fantaisie complétait admirablement cet enseignement. Kenfaoui, lui-même dramaturge assurait en concomitance la formation des élèves marocains. Des stages communs aux jeunes comédiens tant marocains que français étaient organisés deux ou trois fois par an dans la forêt de la Maamora, près de Rabat. La troupe marocaine prit et garda le nom de troupe de « La Maamora », Tayeb Saddiki, en fit partie dès les premiers jours.
Parmi les nombreux élèves de la première période (des années 1950 à 1955), on trouve Sady Rebbot qui deviendra acteur professionnel et jouera dans les films de Godard, Claude Nahon qui se fera connaître à la télévision sous le nom de Claude-Jean Philippe, Henri-Michel Boccara, écrivain et dramaturge, Rose Thiery, comédienne également, Albert Botbol qui rejoignit plus tard le théâtre des Nations, Aimé Aniel, Jean-Marie Binoche, marionnettiste et sculpteur de masques, André Elbaz, peintre, Cécile Bendaoud, décoratrice, Henri Cazeau, poète, Robert Dulcères, sculpteur, Charlyne Fauconnet, Gilbert Levy, metteur en scène, et beaucoup d’autres.
Le centre d'expression disparut vers 1956. André Voisin rentra en France où il allait bientôt prendre la direction du théâtre Marigny et allait produire sur Antenne 2 sa célèbre émission Les Conteurs. 
Durant ces années fertiles, le centre d’expression d’art dramatique a été la pépinière d’où sont sortis tout ce qui a compté parmi les hommes de théâtre marocains de la première génération post coloniale. Citons Tayeb Saddiki figure majeure du théâtre arabe, Mohamed Afifi du théâtre d’El Jaddidah, Ahmed Taïeb El Alj et Larbi Doghmi qui firent une grande carrière au cinéma et Abdessamad Kenfaoui, lui-même, figure de proue du théâtre marocain. 

### À partir de 1956
La Baraque allait prendre alors une autre orientation sous la direction de Gilbert Levy et Robert Dulcères, auquel s'adjoignirent un grand nombre d'intervenants dont Jacky Siksu, Mémé Zagury et tant d'autres. Ce théâtre sous cette dernière forme a fonctionné jusqu'en 1960. Ses locaux inoccupés continuèrent d'exister jusqu'au moment de la construction des bâtiments de la foire de Casablanca et de la restructuration du quartier.

## Quelques créations
- Le Bal des voleurs (Jean Anouilh)
- Noces de sang (Lorca)
- L'Annonce faite à Marie (Claudel)
- Le Petit Retable de Don Cristobal (Lorca)
- Spectacle Éluard
- Spectacle François Villon
- Spectacle Garcia Lorca, etc.

## Germination
Le théâtre de La Baraque a fonctionné durant près de cinq ans, à Casablanca, sous l'égide du Centre d'expression d'art dramatique, puis de façon autonome durant les six années suivantes. Ses activités étaient commentées par les journalistes de La Vigie, de Maroc Presse et du Petit Marocain (en particulier Denise Divorne). Des passages sur les ondes de Radio Maroc et sur les écrans de la toute neuve Telma (en particulier pour des spectacles pour enfants réalisés par des comédiens de La baraque) sont à citer.
Cette structure a été d'une importance capitale pour l'avenir de ses participants. En France, nombreux sont ceux qui ont poursuivi une carrière proche des arts du spectacle ou de l'écriture. Claude-Jean Philippe et André Voisin y ont fait référence dans leurs émissions sur France Télévision. Mais surtout au Maroc : tout le théâtre marocain semble avoir pris sa source dans cette courte mais intense expérience. Les comédiens marocains et en particulier, les plus connus d'entre eux Tayeb Saddiki et Afifi ont toujours reconnu leurs dettes vis-à-vis du Centre d'expression d'art dramatique et de son théâtre La Baraque.

### Sources
- Facebook, Tayeb Saddiki éléments biographique
- Les archives du Spectacle (les fourberies de Joha 1956)
- Henri Michel Boccara : Préface de Pièces claires par Claude-Jean Philippe
- Le Martin du 26 mars 2005 Abdessamad Kenfaoui : le fondateur oublié du théâtre populaire marocain
- Blog Musique arabe 27 décembre 2009 : Taieb Saddiki, un monstre du théâtre marocain
- Telquel du 14 mars 2011. Mémoire de costumier Larbi Yacoubi, évoque sa contribution au théâtre de la Maamora sous la direction d’André Voisin
- Maghress L’Opinion du 11 septembre 2009 article sur Mohamed Afifi. André Voisin, Charles Nugue et la troupe du théâtre de la Forêt de la Maamora y sont évoqués.
- Darna.com (Le Théâtre La baraque après 1957 avec Gilbert Levy)
- Larbi Doghmi www.festivalmarrakech.info/LARBI-DOGHMI
- Babelmed : Le théâtre au Maroc : l’équation impossible
- (en) Abeladim Hinda : Morocan Theater and the problem of origin